# Domaine départemental Adolphe-Chérioux
Le Domaine départemental Adolphe-Chérioux est un campus universitaire à Vitry-sur-Seine. Aujourd'hui, il est composé d'un collège, d'un lycée polyvalent, un BTS et un IUT rattaché a l'Université Paris-Est-Créteil-Val-de-Marne.

## Description
Au début du XXe siècle, Adolphe Chérioux fonde l'Orphelinat départemental de Vitry-sur-Seine. Le domaine, situé a la frontière entre Vitry-sur-Seine, L'Haÿ-les-Roses et Villejuif, est d'une superficie de 36 ha.
Le domaine est accessible avec la ligne 7 du tramway par la station qui porte le nom de Domaine Chérioux (en correspondance avec la ligne 7 du métro parisien), le bus 132 et le bus 185.

## Historique
En 1906 débute l'étude du projet d'orphelinat départemental pour le département de la Seine. Le projet tarde à être mis en place, à cause notamment de la Première Guerre mondiale.
En décembre 1919, le terrain est acheté, précédemment occupé par des pépiniéristes. Jules Lavirotte et Henri Gautruche en sont les architectes. L'internat garçons a ouvert en 1932 avant celui des filles, ouvert en 1936,. À cette époque l'école accueillait 1 214 enfants. .
Avec l'arrivée d'une nouvelle gare de métro à Villejuif pour le Grand Paris Express, un éco-campus devrait voir le jour. Le projet accueillera à terme près de 1 000 étudiants et créera des logements pour ses étudiants.

## Lieux

### Collège

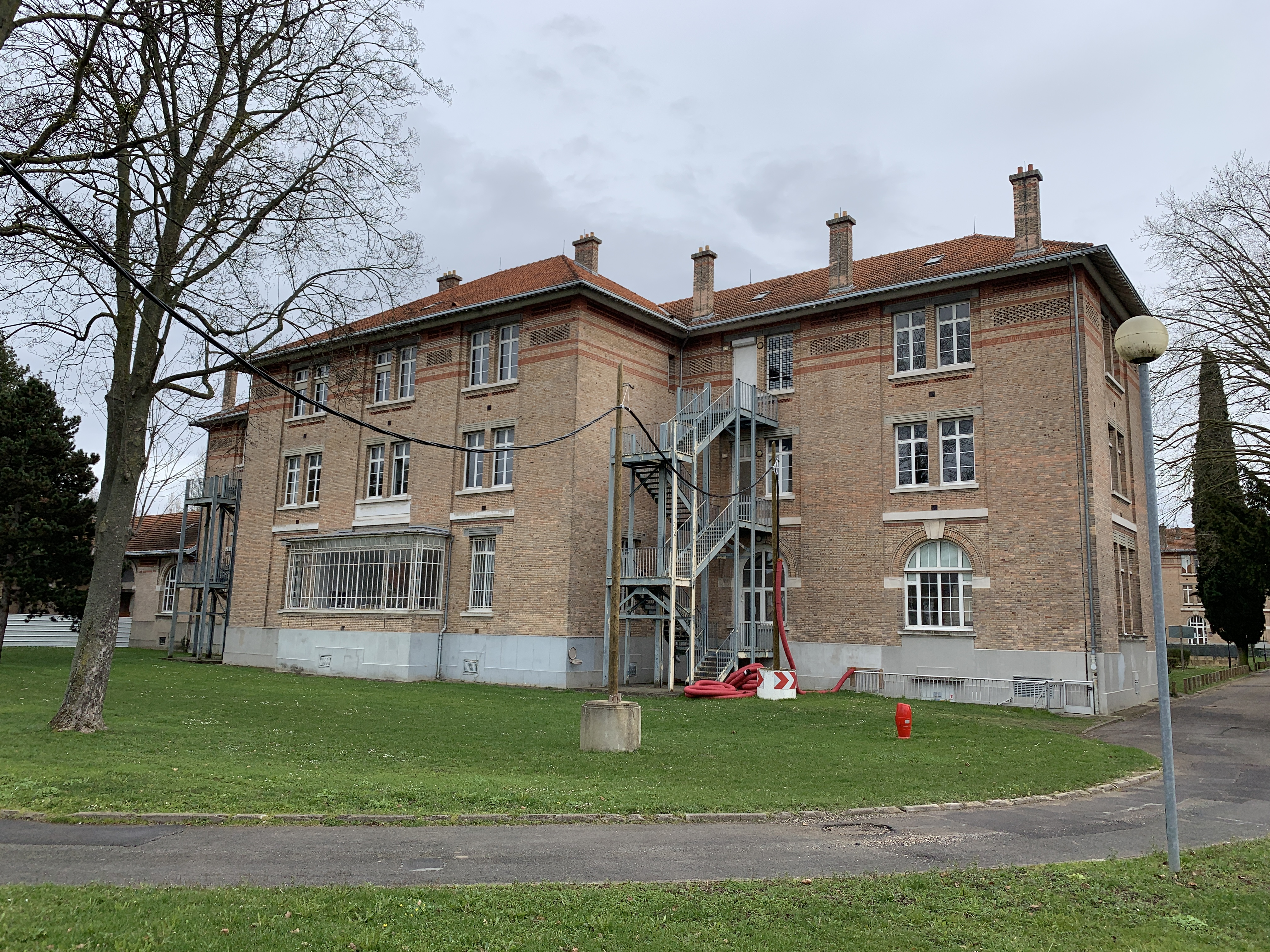
Collège.

Le collège dispose d'une section ULIS, d'un gymnase intégré et d'un gymnase partagé avec les autres écoles du domaine. La cour de récréation dispose de son propre terrain de football et de basket, en plus du terrain de basket partagé avec les autres écoles du domaine.
Le bâtiment accueillant le collège est partagé avec le bâtiment du lycée.

### Lycée

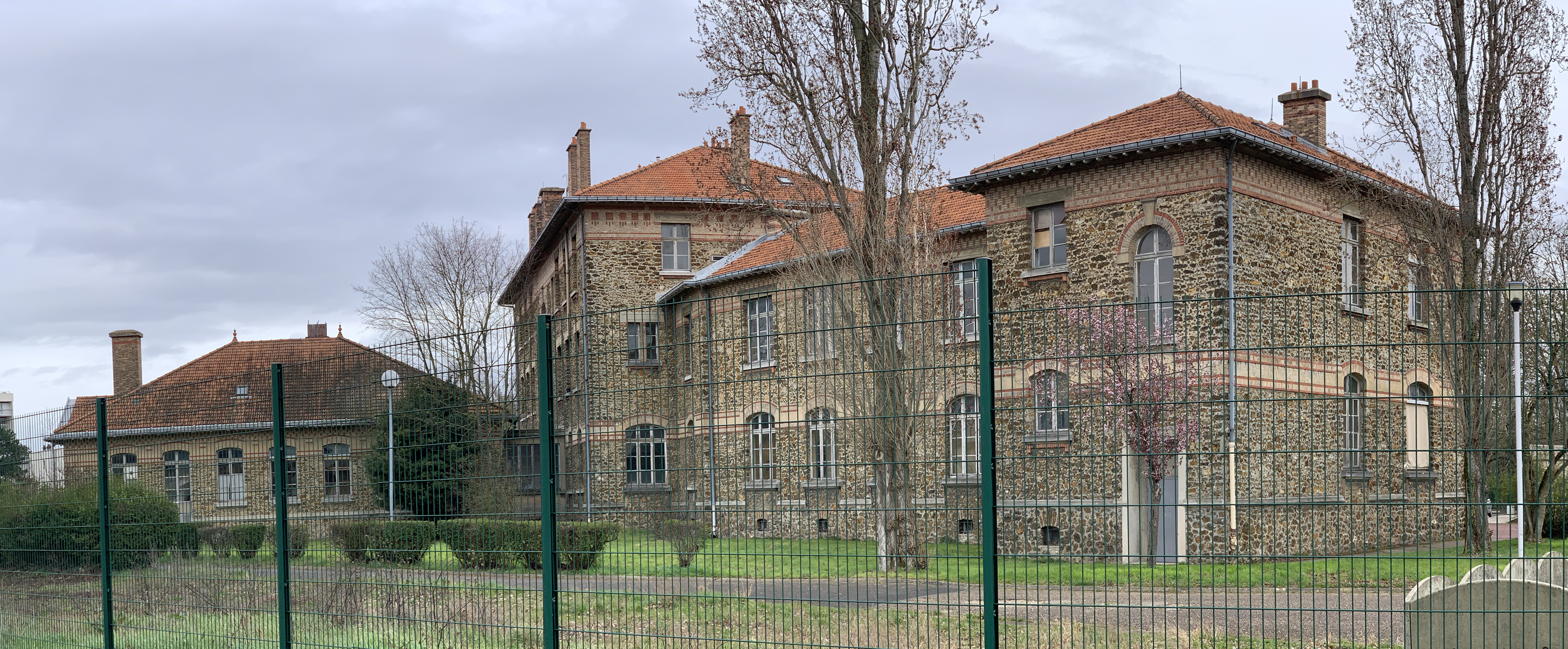
Lycée.

Le lycée polyvalent accueille plusieurs filières générales et technologiques (scientifique, économique et sociale, STI2D et STD2A) et plusieurs BTS (bâtiments, travaux publics, design d'espace, électronique). Le lycée s'étale sur quatre bâtiments, une part du collège (bâtiment C), et 3 autres bâtiments : bâtiments A, B et E (E pour Électronique).
Les élèves de première des classes technologiques ayant allemand en langue vivante 2 peuvent participer à un échange culturel et partir en voyage en Allemagne dans la ville de Meissen, jumelée avec Vitry. Le lycée ne propose pas de cour de récréation. Cependant, les élèves changent souvent de bâtiment et par l'occasion de leurs temps de pause, ils peuvent traverser le parc vert pour rejoindre le prochain cours. Le lycée accueille environ 1 500 élèves.

### DUT
Depuis 1998, le DUT accueille un département de chimie. Il est une antenne de l'UPEC.

### institut de formation d’auxiliaires de puériculture
Le domaine dispose d'une crèche et d'un institut de formation d’auxiliaires de puériculture.

## Personnalités en lien
- Nicolas Halpern-Herla professeur de mathématique ayant enseigné au lycée Adolphe Chérioux. Il est connu pour créer et partager des vidéos gratuites de soutien scolaire («jaicompris Maths») totalisant près de 20 000 vues par jour[9],[10].
- Jean-Jacques Zilbermann est originaire du collège Adolphe Chérioux et a filmé une partie de son film, dans le même dortoir utilisé par Yves Robert dans la dernière scène de La Guerre des boutons.
- L’action du troisième tome de la bande dessinée «Un Feutre dans ma Limonade» de Timothy Hannem se déroule à la fin des années 90 dans la section arts appliqués du lycée Adolphe Chérioux.

## Au cinéma et à la télévision
Le domaine est depuis sa création lieu de multiples tournages.
- 1962 : la scène finale du film La Guerre des boutons (film, 1962)[11].
- 2004 : le film Les Fautes d'orthographe de Jean-Jacques Zilbermann a été tourné au collège Adolphe-Chérioux.
- 2013 : le film Les Garçons et Guillaume, à table ! de Guillaume Gallienne a été tourné en partie au domaine Chérioux.
- 2018 : le film Climax de Gaspar Noé